# Whity
Pour plus de détails, voir Fiche technique et Distribution.
Whity est un film allemand réalisé par Rainer Werner Fassbinder, sorti en 1971.

## Synopsis
Dans le sud des États-Unis à la fin du XIXe siècle, Whity est le fils illégitime à moitié noir d'un riche propriétaire Ben Nicholson. Il mène une vie d'esclave dans sa propre famille, souffrant les humiliations du père, des deux fils et de l'épouse. À la fois, il semble accepter sa condition de noir et en même temps, il aspire à être blanc. Il fréquente une danseuse de cabaret et tente de s'inviter au saloon.

## Fiche technique
- Titre : Whity
- Réalisation : Rainer Werner Fassbinder
- Scénario : Rainer Werner Fassbinder
- Photographie : Michael Ballhaus
- Montage : Thea Eymèsz et Rainer Werner Fassbinder
- Musique : Peer Raben
- Décors : Kurt Raab
- Producteurs : Peter Berling, Ulli Lommel et Peer Raben
- Pays d'origine : Allemagne de l'Ouest
- Format : Couleurs - 2,35:1 - Mono
- Genre : Film dramatique, Western
- Durée : 95 minutes
- Date de sortie : 1971

## Distribution
- Günther Kaufmann : Whity
- Ron Randell : Benjamin Nicholson
- Hanna Schygulla : Hanna
- Katrin Schaake : Katherine Nicholson
- Harry Baer : Davy Nicholson
- Ulli Lommel : Frank Nicholson
- Thomas Blanco : Le faux médecin mexicain
- Stefano Capriati : Le juge
- Helga Ballhaus : La femme du juge
- Elaine Baker : La mère de Whity
- Mark Salvage : Le shérif
- Kurt Raab : Le pianiste
- Rainer Werner Fassbinder : Le client du saloon